# Хармид
„Хармид“ е диалог на Платон, в който се обсъждат четирите главни добродетели на древните гърци. В него участват Сократ и Хармид, а така също Хайрефон и Критий.
Хармид е много образован аристократ и олигарх от Атина, син на Главкон, роднина на тирана Критий, негов покровител. Хармид е и вуйчо на Платон, като брат на неговата майка, Периктиона, и е описан в диалога като много красив ефеб (юноша). Сократ е възхитен от него, но иска да узнае, дали този младеж притежава също такава красива душа. В диалога на Платон Хармид страда от главоболие и Критий му представя Сократ като лекар. Става дума за един тракийски лекар, последовател на мъдрия тракийски цар Залмоксис. По повод на главоболието на Хармид Сократ излага учението на Залмоксис, че болестите на тялото са свързани неразривно с душата.
По времето на 30-те тирани Хармид е един от десетте предводители на Пирея. Загива заедно с Критий при Кефисос в бой с освободителите на Атина.